# Elecciones locales del Distrito Federal de México de 2000
Las Elecciones del Distrito Federal de 2000 se llevaron a cabo el domingo 2 de julio del 2000, simultáneamente con las Elecciones federales y en ellas fueron renovados los titulares de los siguientes cargos de elección popular del Distrito Federal:
- Jefe de Gobierno del Distrito Federal. Titular del Gobierno del Distrito Federal, con funciones intermedias entre un Alcalde y el gobernador de un Estado, electo por primera vez para un periodo de seis años no reelegibles en ningún caso. El candidato electo fue Andrés Manuel López Obrador.
- 16 jefes delegacionales. Titulares de cada una de las delegaciones políticas, equivalentes a los Municipios en el Distrito Federal.
- 66 diputados de la Asamblea Legislativa. 40 elegidos por mayoría relativa en cada uno de los Distritos Electorales y 26 electos por el principio de representación proporcional mediante un sistema de listas.

## Resultados electorales

### Presidente de la República
|  | 43.65 % |

|  | 25.95 % |

|  | 24.01 % |

|  | 3.38 % |

|  | 0.82 % |

|  | 0.43 % |

|  | 0.05 % |

|  | 1.71 % |

|  | 100.00 % |

### Jefes delegacionales

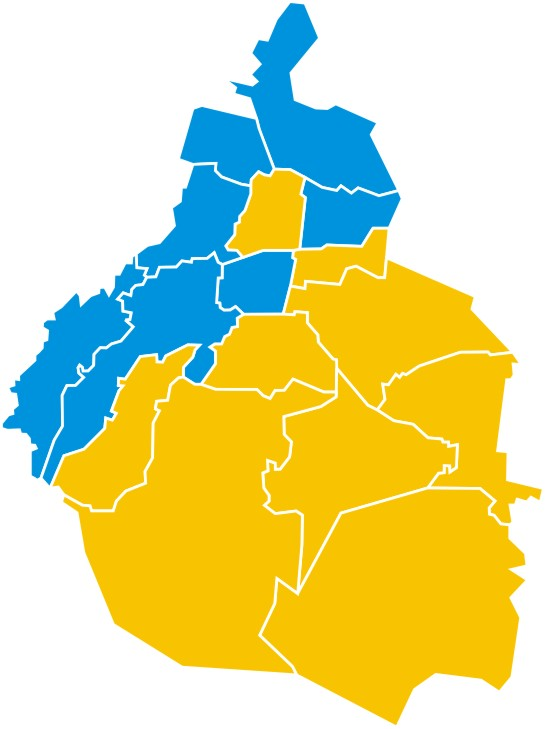
Azul: Delegaciones ganadas por la Alianza por el Cambio (PAN), Amarillo: Delegaciones ganadas por el PRD

|                                                   | Partido de la Revolución Democrática        | 10 |
|                                                   | Alianza por el Cambio (PAN, PVEM)           | 6  |
|                                                   | Partido Revolucionario Institucional        | 0  |
|                                                   | Partido del Trabajo                         | 0  |
|                                                   | Convergencia por la Democracia              | 0  |
|                                                   | Partido de la Sociedad Nacionalista         | 0  |
|                                                   | Partido Alianza Social                      | 0  |
|                                                   | Partido Auténtico de la Revolución Mexicana | 0  |
|                                                   | Partido de Centro Democrático               | 0  |
|                                                   | Democracia Social                           | 0  |
| Fuente: Instituto Electoral del Distrito Federal. |                                             |    |

#### Azcapotzalco
- Margarita Saldaña Hernández  Hecho

#### Coyoacán
- María Rojo  Hecho

#### Gustavo A. Madero
- Joel Ortega Cuevas  Hecho

### Diputados

Resultados por distrito local.

| Partido/Alianza   | Partido/Alianza                             | Mayoría | Proporcional | Total |
| ----------------- | ------------------------------------------- | ------- | ------------ | ----- |
|                   | Partido Acción Nacional                     | 14      | 3            | 17    |
|                   | Partido Revolucionario Institucional        | 0       | 16           | 16    |
|                   | Partido Auténtico de la Revolución Mexicana | 0       | 0            | 0     |
|                   | Partido de la Revolución Democrática        | 19      | 1            | 20    |
|                   | Partido del Trabajo                         | 0       | 1            | 1     |
|                   | Partido Verde Ecologista de México          | 7       | 1            | 8     |
|                   | Convergencia por la Democracia              | 0       | 1            | 1     |
|                   | Partido de la Sociedad Nacionalista         | 0       | 0            | 0     |
|                   | Partido Alianza Social                      | 0       | 0            | 0     |
| Democracia Social | Democracia Social                           | 0       | 3            | 3     |
|                   | Partido de Centro Democrático               | 0       | 0            | 0     |
| Total             |                                             | 40      | 26           | 66    |
| Fuente: INAP      |                                             |         |              |       |

#### Diputados Electos por el principio de Mayoría Relativa
| Distrito      | Nombre                                  | Partido |
| I             | Marcos Morales Torres                   |         |
| II            | Lorena Ríos Martínez                    |         |
| III           | Jacobo Manfredo Bonilla Cedillo         |         |
| IV            | Víctor Hugo Gutiérrez Yáñez             |         |
| V             | Federico Mora Martínez                  |         |
| VI            | María del Carmen Pacheco Gamiño         |         |
| VII           | Rolando Alfonso Solís Obregón           |         |
| VIII          | Maximino Alejandro Fernández Ávila      |         |
| IX            | Edgar Torres Baltazar                   |         |
| X             | Arnold Ricalde de Jager                 |         |
| XI            | Santiago León Aveleyra                  |         |
| XII           | Eleazar Roberto López Granados          |         |
| XIII          | Camilo Campos López                     |         |
| XIV           | Francisco Fernando Solís Peón           |         |
| XV            | Walter Alberto Widmer López             |         |
| XVI           | Iván Reynaldo Manjarrez Meneses         |         |
| XVII          | Emilio Serrano Jiménez                  |         |
| XVIII         | Jacqueline Guadalupe Argüelles Guzmán   |         |
| XIX           | Aejandro Díez Barroso Repizo            |         |
| XX            | Leticia Robles Colín                    |         |
| XXI           | Federico Döring Casar                   |         |
| XXII          | Tomás López García                      |         |
| XXIII         | Raúl Antonio Nava Vega                  |         |
| XXIV          | Horacio Martínez Meza                   |         |
| XXV           | Dione Anguiano Flores                   |         |
| XXVI          | Miguel Ángel Toscano Velasco            |         |
| XXVII         | Ana Laura Luna Coria                    |         |
| XXVIII        | María Guadalupe Josefina García Noriega |         |
| XXIX          | Clara Marina Brugada Molina             |         |
| XXX           | Carlos Ortiz Chávez                     |         |
| XXXI          | Ruth Zavaleta Salgado                   |         |
| XXXII         | Ernesto Herrera Tovar                   |         |
| XXXIII        | Adolfo López Villanueva                 |         |
| XXXIV         | Iris Edith Santacruz Fabila             |         |
| XXXV          | Bernardino Ramos Iturbe                 |         |
| XXXVI         | Gilberto Ensástiga Santiago             |         |
| XXXVII        | Alejandro Sánchez Camacho               |         |
| XXXVIII       | Susana Guillermina Manzanares Córdova   |         |
| XXXIX         | Yolanda de las Mercedes Torres Tello    |         |
| XL            | Ricardo Chávez Contreras                |         |
| Fuente: IEDF. |                                         |         |

#### Diputados Electos por el principio de Representación Proporcional
| Nombre                                      | Partido                        |
| María de los Ángeles Moreno Uriegas         |                                |
| Marco Antonio Michel Díaz                   |                                |
| Alicia Irina del Castillo Negrete y Barrera |                                |
| Juan José Castillo Mota                     |                                |
| Cuauhtémoc Gutiérrez de la Torre            |                                |
| Miguel Medardo González Campean             |                                |
| Fernando Espino Arévalo                     |                                |
| Jaime Miguel Moreno Garavilla               |                                |
| Arturo Barajas Ruiz                         |                                |
| Edgar Rolando López Nájera                  |                                |
| Margarita Cleofas González Gamio            |                                |
| Juan Díaz González                          |                                |
| Héctor Gutiérrez González                   |                                |
| Alicia Virginia Téllez Sánchez              |                                |
| Humberto Serrano Pérez                      |                                |
| Edmundo Delgado Ramírez                     |                                |
| Salvador Abascal Carranza                   |                                |
| Patricia Garduño Morales                    |                                |
| Hiram Escudero Álvarez                      |                                |
| Jaime Guerrero Vázquez                      |                                |
| José Luis Buendía Hegewisch                 |                                |
| Enoé Margarita Uranga Muñoz                 |                                |
| Raúl Armando Quintero Martínez              |                                |
| Eugenia Flores Hernández                    |                                |
| Alejandro Agundis Arias                     |                                |
| Jesús Cuauhtémoc Velasco Oliva              | Convergencia por la Democracia |
| Fuente: IEDF                                |                                |